# Shivaji

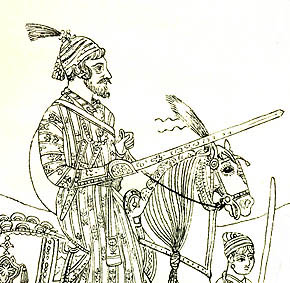
Äldre trägravyr av Shivaji.

Shivaji (Shivaji Bhonsle, Chhatrapati Shri Shivaji Maharaj), född 1627 (alt. 19 februari 1630) i Pune, död 5 april (alt. 3 april) 1680, var en indisk härskare, grundare av marathernas välde. 

## Biografi
Shivaji var son till en marathkrigare, som innehade ett litet län under sultanen av Bijapur. Han röjde tidigt glödande hat mot muslimerna, och erövrade i spetsen för växande marathskaror det ena under Bijapur hörande bergfästet efter det andra och var redan 1648 beryktad för sina härjningståg, under vilka han dock till en början sökte undvika öppen fejd med Mogulriket i Delhi. 
Regeringen i Bijapur utsände omsider mot Shivaji en stor straffexpedition under Afzal Khan, men Shivaji mördade förrädiskt denne med egen hand vid ett dem emellan avtalat sammanträde för underhandlingar och drev sedan Bijapurhären på flykten (1659).
Så småningom lyckades Shivaji genom tapperhet och slughet göra sig till herre över en stor del av Indiens västra kustländer, och den väl utbildade armé som han samlat, uppgick till minst 50 000 man. Han började göra Mogulriket till föremål för sina plundringståg och stred från 1660 med växlande vapenlycka mot de härförare som Aurangzeb sände emot honom. 
År 1666 underkastade sig Shivaji plötsligt Aurangzeb och begav sig personligen på en hyllningsfärd till Delhi, där Aurangzeb emellertid behandlade honom med oklok högdragenhet. Shivaji, som fruktade att bli fängslad, lämnade då plötsligt Delhi och började samma år som Mogulrikets oförsonlige fiende på nytt sina plundringståg. Han utpressade dryga tributer av Bijapur och Golconda, plundrade 1671 Surat och upprättade en ordnad regering med brahminska ämbetsmän i sin residensstad Rohiri (nu Raigad), där han 1674 lät kröna sig till självständig härskare (raja). 
Vid sina fälttåg tillämpade han den för maratherna kännetecknande metoden att utkräva så kallad chauth, en tribut för skonandet av en plats, vilken skulle utgå med en fjärdedel av de skonades ägodelar.  
Shivaji stod på höjden av sin makt, då han efter en kort sjukdom avled 1680. 